# Liga de Campeones de la UEFA 2019-20
La Liga de Campeones de la UEFA 2019-20 fue la 65.ª edición de la competición y la 28.ª temporada desde que se renombró a Liga de Campeones de la UEFA. A partir de los cuartos de final, los partidos se disputaron a partido único y sin público en Estádio da Luz y en el Estadio José Alvalade en Lisboa, Portugal. Esta edición estuvo marcada por la pandemia del Covid-19.
El Bayern Múnich obtuvo su sexto título en el torneo (con 43 goles a favor y solo 7 goles en contra), tras derrotar 1-0 al Paris Saint Germain en el partido final, que por primera vez llegaba a esta instancia. El equipo alemán ganó la Copa de Alemania 2019-20 y la Bundesliga 2019-20, logrando un triplete de títulos. El equipo alemán jugó la Supercopa de Europa 2020 contra el equipo campeón de la Liga Europa de la UEFA 2019-20, el Sevilla Fútbol Club, venciendo a este último. Asimismo, se clasificó a la Copa Mundial de Clubes de la FIFA 2020.
El Estádio da Luz, con capacidad para 66 500 personas, fue el elegido para acoger la final del torneo.
El Atalanta debutó en esta edición, siendo el décimo equipo italiano que participa en la competición. El Liverpool, campeón de la anterior edición, no pudo refrendar el título tras quedar eliminado por el Atlético de Madrid en octavos de final. Consecuentemente, el Atlético ha eliminado a un vigente campeón por segunda vez en su historia, tras haberlo logrado en 2016. Sin embargo, el equipo español no pudo seguir en el torneo, tras caer ante el Leipzig en cuartos de final, instancia en la que se dio la mayor goleada en un partido único entre dos equipos con más de 4 trofeos de la competición, con el triunfo del Bayern de Múnich por 8-2, frente al Barcelona. El otro hecho notable es que esta edición muestra, por primera vez en su historia, a dos clubes franceses, el París Saint-Germain y el Olympique de Lyon, llegar a las semifinales. Este último sorprendió a todo el mundo futbolístico europeo con sus resultados, venciendo al otro semifinalista del grupo (RB Leipzig) y eliminando a dos grandes favoritos, la Juventus y el Manchester City, antes de detenerse ante el Bayern Múnich. Asimismo, en esta edición se terminó una racha de 12 semifinales consecutivas de los equipos españoles, tras las eliminaciones mencionadas.
En esta edición se estableció el mayor registro goleador de la fase de grupos con 308 goles anotados en 96 partidos disputados, mientras que por primera vez en la historia de la Liga de Campeones, todos los integrantes de los octavos de final pertenecían a las cinco grandes ligas del continente: España, Inglaterra, Italia, Alemania y Francia.
El último partido de esta edición disputado con presencia de público en las tribunas fue Liverpool-Atlético de Madrid perteneciente a la instancia de octavos de final disputado el día 11 de marzo de 2020. Pese a ello, no cesó la preocupación ni los contagios, y se dieron casos en futbolistas y directivos de diversos clubes por lo que la UEFA estudió la posibilidad de cancelar las competiciones como lo hicieron la NBA o la Euroliga, por citar dos ejemplos de magnitud similar.
Finalmente el 12 de marzo, confirmó que tanto la Champions como la Europa League quedaban suspendidas y a la espera de más acontecimientos, y citó a sus 55 miembros federativos a una reunión por videoconferencia para decidir el futuro de las mismas. Tras dicha reunión, se pospuso la Eurocopa de 2020 al año siguiente en previsión de liberar el calendario y que las competiciones paralizadas pudieran finalizarse llegado el caso. Así se fijó la nueva fecha de la final de la Liga de Campeones para el 23 de agosto.

## Asignación de equipos por asociación
79 equipos de 54 de las 55 federaciones miembro de la UEFA participan en la Liga de Campeones 2019-20 (a excepción de Liechtenstein, que no organiza una liga doméstica). La clasificación de la asociación basada en los coeficientes de país de la UEFA se usa para determinar el número de equipos participantes por cada asociación:
- Las asociaciones 1–4 tienen cuatro equipos cada una.
- Las asociaciones 5–6 tienen derecho a participar con tres equipos cada una.
- Las asociaciones 7–15 cada una tienen dos equipos clasificados.
- Las asociaciones 16–55 (excepto Liechtenstein) tienen cada uno un equipo clasificado.
- Los ganadores de la Liga de Campeones de la UEFA 2018-19 y de la Liga Europa de la UEFA 2018-19 se les otorgará una plaza adicional si no acceden a la Liga de Campeones 2019-20 a través de su liga local. En caso de que un campeón europeo también se haya clasificado por liga local, no se otorgará cupo al siguiente clasificado en el campeonato local, sino que ese cupo se asigna a la siguiente federación nacional según el ranking por el coeficiente UEFA.

### Clasificación de la asociación
Para la Liga de Campeones 2019–20, a las asociaciones se les asignan plazas de acuerdo con sus coeficientes de país de la UEFA 2018, que toma en cuenta su rendimiento en las competiciones europeas de 2013–14 a 2017–18.
Además de la asignación basada en los coeficientes del país, las asociaciones pueden tener equipos adicionales participando en la Liga de Campeones, como se indica a continuación:
- (LC) – Cupo adicional para los campeones de la Liga de Campeones
- (LE) – Cupo adicional para los campeones de la Liga Europa

| Clasif. | Asociación      | Coef.   | Equipos | Notas |
| ------- | --------------- | ------- | ------- | ----- |
| 1       | España          | 106.998 | 4       |       |
| 2       | Inglaterra      | 79.605  | 4       |       |
| 3       | Italia          | 76.249  | 4       |       |
| 4       | Alemania        | 71.427  | 4       |       |
| 5       | Francia         | 56.415  | 3       |       |
| 6       | Rusia           | 53.382  | 3       |       |
| 7       | Portugal        | 47.248  | 2       |       |
| 8       | Ucrania         | 41.133  | 2       |       |
| 9       | Bélgica         | 38.500  | 2       |       |
| 10      | Turquía         | 35.800  | 2       |       |
| 11      | Austria         | 32.850  | 2       |       |
| 12      | Suiza           | 30.200  | 2       |       |
| 13      | República Checa | 30.175  | 2       |       |
| 14      | Países Bajos    | 29.749  | 2       |       |
| 15      | Grecia          | 28.600  | 2       |       |
| 16      | Croacia         | 26.000  | 1       |       |
| 17      | Dinamarca       | 25.950  | 1       |       |
| 18      | Israel          | 21.750  | 1       |       |
| 19      | Chipre          | 21.550  | 1       |       |

| Clasif. | Asociación          | Coef.  | Equipos | Notas |
| ------- | ------------------- | ------ | ------- | ----- |
| 20      | Rumania             | 20.450 | 1       |       |
| 21      | Polonia             | 20.125 | 1       |       |
| 22      | Suecia              | 19.975 | 1       |       |
| 23      | Azerbaiyán          | 19.125 | 1       |       |
| 24      | Bulgaria            | 19.125 | 1       |       |
| 25      | Serbia              | 18.750 | 1       |       |
| 26      | Escocia             | 18.625 | 1       |       |
| 27      | Bielorrusia         | 18.625 | 1       |       |
| 28      | Kazajistán          | 18.125 | 1       |       |
| 29      | Noruega             | 17.425 | 1       |       |
| 30      | Eslovenia           | 14.500 | 1       |       |
| 31      | Liechtenstein       | 13.000 | 0       |       |
| 32      | Eslovaquia          | 12.125 | 1       |       |
| 33      | Moldavia            | 10.000 | 1       |       |
| 34      | Albania             | 8.500  | 1       |       |
| 35      | Islandia            | 8.250  | 1       |       |
| 36      | Hungría             | 8.125  | 1       |       |
| 37      | Macedonia del Norte | 7.500  | 1       |       |

| Clasif. | Asociación           | Coef. | Equipos | Notas |
| ------- | -------------------- | ----- | ------- | ----- |
| 38      | Finlandia            | 6.900 | 1       |       |
| 39      | Irlanda              | 6.700 | 1       |       |
| 40      | Bosnia y Herzegovina | 6.625 | 1       |       |
| 41      | Letonia              | 5.625 | 1       |       |
| 42      | Estonia              | 5.500 | 1       |       |
| 43      | Lituania             | 5.375 | 1       |       |
| 44      | Montenegro           | 5.000 | 1       |       |
| 45      | Georgia              | 5.000 | 1       |       |
| 46      | Armenia              | 4.875 | 1       |       |
| 47      | Malta                | 4.500 | 1       |       |
| 48      | Luxemburgo           | 4.375 | 1       |       |
| 49      | Irlanda del Norte    | 4.250 | 1       |       |
| 50      | Gales                | 3.875 | 1       |       |
| 51      | Islas Feroe          | 3.750 | 1       |       |
| 52      | Gibraltar            | 3.000 | 1       |       |
| 53      | Andorra              | 1.331 | 1       |       |
| 54      | San Marino           | 0.499 | 1       |       |
| 55      | Kosovo               | 0.000 | 1       |       |

### Distribución de equipos por asociaciones
|                                           |                                           | Equipos que entran en esta fase | Equipos que provienen de la fase anterior                                                                        |
| ----------------------------------------- | ----------------------------------------- | --- | --- |
| Ronda preliminar (4 equipos)              | Ronda preliminar (4 equipos)              | - 4 campeones de las asociaciones 52-55 | |
| Primera ronda clasificatoria (32 equipos) | Primera ronda clasificatoria (32 equipos) | - 31 campeones de las asociaciones 20-51 (excluyendo Liechtenstein) | - 1 ganador de la ronda preliminar                                                                               |
| Segunda ronda clasificatoria              | Ruta de campeones (20 equipos)            | - 4 campeones de las asociaciones 16-19 | - 16 ganadores de la Primera ronda clasificatoria                                                                |
| Segunda ronda clasificatoria              | Ruta de liga (4 equipos)                  | - 4 subcampeones de las asociaciones 12-15 | |
| Tercera ronda clasificatoria              | Ruta de campeones (12 equipos)            | - 2 campeones de las asociaciones 14-15 | - 10 ganadores de la segunda ronda - Ruta de campeones                                                           |
| Tercera ronda clasificatoria              | Ruta de liga (8 equipos)                  | - 5 subcampeones de las asociaciones 7-11 - 1 tercero de la asociación 6 | - 2 ganadores de la segunda ronda - Ruta de liga                                                                 |
| Ronda de eliminación                      | Ruta de campeones (8 equipos)             | - 2 campeones de las asociaciones 12-13 | - 6 ganadores de la tercera ronda clasificatoria - Ruta de campeones                                             |
| Ronda de eliminación                      | Ruta de liga (4 equipos)                  | | - 4 ganadores de la tercera ronda clasificatoria - Ruta de liga                                                  |
| Fase de grupos (32 equipos)               | Fase de grupos (32 equipos)               | - 11 campeones de las asociaciones 1-11 - 6 subcampeones de las asociaciones 1-6 - 5 equipos en tercer lugar de las asociaciones 1-5 - 4 equipos en cuarto lugar de las asociaciones 1-4 | - 4 ganadores de la ronda de eliminación Ruta de campeones - 2 ganadores de la ronda de eliminación Ruta de liga |
| Fase eliminatoria (16 equipos)            | Fase eliminatoria (16 equipos)            | | - 8 Primeros de grupo - 8 Segundos de grupo                                                                      |

## Equipos participantes
Las posiciones de los equipos en sus respectivas ligas se muestra entre paréntesis. En cursiva el único equipo debutante.
| Fase de grupos               | Fase de grupos          | Fase de grupos              | Fase de grupos            |
| ---------------------------- | ----------------------- | --------------------------- | ------------------------- |
| Barcelona (1.º)              | Tottenham Hotspur (4.º) | RB Leipzig (3.º)            | Benfica (1.º)             |
| Atlético de Madrid (2.º)     | Juventus (1.º)          | Bayer Leverkusen (4.º)      | Shakhtar Donetsk (1.º)    |
| Real Madrid (3.º)            | Napoli (2.º)            | París Saint-Germain (1.º)   | Genk (1.º)                |
| Valencia (4.º)               | Atalanta (3.º)          | Lille (2.º)                 | Galatasaray (1.º)         |
| Manchester City (1.º)        | Inter de Milán (4.º)    | Olympique de Lyon (3.º)     | Red Bull Salzburgo (1.º)  |
| Liverpool (2.º)CV            | Bayern Múnich (1.º)     | Zenit San Petersburgo (1.º) |                           |
| Chelsea (3.º)LE              | Borussia Dortmund (2.º) | Lokomotiv Moscú (2.º)       |                           |
| Ronda de eliminación         |                         |                             |                           |
| Ruta de campeones            | Ruta de campeones       | Ruta de liga                | Ruta de liga              |
| Young Boys (1.º)             | Slavia Praga (1.º)      |                             |                           |
| Tercera ronda clasificatoria |                         |                             |                           |
| Ruta de campeones            | Ruta de campeones       | Ruta de liga                | Ruta de liga              |
| Ajax (1.º)                   | PAOK Salónica (1.º)     | Krasnodar (3.º)             | Brujas (2.º)              |
|                              |                         | Porto (2.º)                 | İstanbul Başakşehir (2.º) |
| Dinamo de Kiev (2.º)         | LASK (2.º)              |                             |                           |
| Segunda ronda clasificatoria |                         |                             |                           |
| Ruta de campeones            | Ruta de campeones       | Ruta de liga                | Ruta de liga              |
| Dinamo Zagreb (1.º)          | Maccabi Tel Aviv (1.º)  | Basilea (2.º)               | PSV Eindhoven (2.º)       |
| Copenhague (1.º)             | APOEL Nicosia (1.º)     | Viktoria Plzeň (2.º)        | Olympiacos (2.º)          |
| Primera ronda clasificatoria |                         |                             |                           |
| CFR Cluj (1.º)               | Astana (1.º)            | Shkëndija (1.º)             | Saburtalo Tbilisi (1.º)   |
| Piast Gliwice (1.º)          | Rosenborg (1.º)         | HJK (1.º)                   | Ararat-Armenia (1.º)      |
| AIK (1.º)                    | Maribor (1.º)           | Dundalk (1.º)               | Valletta (1.º)            |
| Qarabağ (1.º)                | Slovan Bratislava (1.º) | Sarajevo (1.º)              | F91 Dudelange (1.º)       |
| Ludogorets Razgrad (1.º)     | Sheriff Tiraspol (1.º)  | Riga (1.º)                  | Linfield (1.º)            |
| Estrella Roja (1.º)          | Partizani (1.º)         | Nõmme Kalju (1.º)           | The New Saints (1.º)      |
| Celtic (1.º)                 | Valur (1.º)             | Sudūva Marijampolė (1.º)    | HB Tórshavn (1.º)         |
| BATE Borísov (1.º)           | Ferencváros (1.º)       | Sutjeska (1.º)              |                           |
| Ronda preliminar             |                         |                             |                           |
| Lincoln Red Imps (1.º)       | Santa Coloma (1.º)      | Tre Penne (1.º)             | Feronikeli (1.º)          |

## Ronda preliminar
En la ronda preliminar, cuatro equipos se dividen en dos bombos según sus coeficientes de clubes de UEFA. Jugarán dos semifinales, y los ganadores de las mismas jugarán una final para definir al equipo que jugará la primera ronda previa. Los perdedores de las semifinales y la final ingresan a la segunda ronda de clasificación de la Liga de Europa de la UEFA.
|  | Semifinales          | Semifinales  |                      |   | Final | Final |
|  |                      |              |                      |   |       |       |
|  | 25 de junio – Kosovo |              |                      |   |       |       |
|  |                      |              |                      |   |       |       |
|  | Feronikeli           | 1            |                      |   |       |       |
|  | Feronikeli           | 1            | 28 de junio – Kosovo |   |       |       |
|  | Lincoln Red Imps     | 0            |                      |   |       |       |
|  | Lincoln Red Imps     | 0            | Feronikeli           | 2 |       |       |
|  | 25 de junio – Kosovo |              | Feronikeli           | 2 |       |       |
|  |                      | Santa Coloma | 1                    |   |       |       |
|  | Tre Penne            | Santa Coloma | 1                    | 0 |       |       |
|  | Tre Penne            |              |                      | 0 |       |       |
|  | Santa Coloma         | 1            |                      |   |       |       |
|  | Santa Coloma         | 1            |                      |   |       |       |

## Fase clasificatoria
En las rondas de clasificación y en la ronda de eliminación, los equipos se dividen en dos bombos en función de sus coeficientes de clubes de la UEFA.

### Primera ronda clasificatoria
Un total de 32 equipos participaron en la primera ronda de clasificación: 31 equipos que ingresan en esta ronda y el ganador de la ronda preliminar. Los perdedores de esta ronda entraron en la segunda ronda de clasificación de la Liga Europa de la UEFA 2019-20.
| Equipo 1           | Agr.         | Equipo 2           | Ida | Vuelta |
| ------------------ | ------------ | ------------------ | --- | ------ |
| Nõmme Kalju        | (v.) 2–2     | Shkëndija          | 0–1 | 2–1    |
| Sūduva Marijampolė | 1–2          | Estrella Roja      | 0–0 | 1–2    |
| Ararat-Armenia     | 3–4          | AIK                | 2–1 | 1–3    |
| Astana             | 2–3          | CFR Cluj           | 1–0 | 1–3    |
| Ferencváros        | 5–3          | Ludogorets Razgrad | 2–1 | 3–2    |
| Sarajevo           | 2–5          | Celtic             | 1–3 | 1–2    |
| Sheriff Tiraspol   | 3–4          | Saburtalo Tbilisi  | 0–3 | 3–1    |
| F91 Dudelange      | 3–3 (v.)     | Valletta           | 2–2 | 1–1    |
| Partizani          | 0–2          | Qarabağ            | 0–0 | 0–2    |
| Slovan Bratislava  | 2–2 (2:3 p.) | Sutjeska           | 1–1 | 1–1    |
| Linfield           | 0–6          | Rosenborg          | 0–2 | 0–4    |
| Valur              | 0–5          | Maribor            | 0–3 | 0–2    |
| Dundalk            | 0–0 (5:4 p.) | Riga               | 0–0 | 0–0    |
| The New Saints     | 3–2          | Feronikeli         | 2–2 | 1–0    |
| HJK                | 5–2          | HB                 | 3–0 | 2–2    |
| BATE Borísov       | 3–2          | Piast Gliwice      | 1–1 | 2–1    |

Notas
1. ↑  Tras un error cometido por la UEFA, por no seguir el procedimiento correcto, tuvo que efectuar un nuevo sorteo entre los dos equipos para decidir quien sería el local en la ida y en la vuelta. Como resultado, el orden de partidos fue invertido. Este error no afectó al resto de encuentros de la ronda.
2. ↑  Orden de partidos invertidos tras el sorteo.
3. ↑  El perdedor de la eliminatoria accede directamente a la Tercera ronda clasificatoria de la Liga Europa.

### Segunda ronda clasificatoria
La segunda ronda de clasificación se divide en dos secciones: Ruta de Campeones (para los campeones de la liga) y Ruta de Liga (para los no campeones de la liga). Los perdedores de esta ronda entraron en la tercera ronda de clasificación de la Liga de Europa de la UEFA.
Un total de 24 equipos participaron en la segunda ronda de clasificación.
| Equipo 1          | Agr.     | Equipo 2         | Ida | Vuelta |
| ----------------- | -------- | ---------------- | --- | ------ |
| CFR Cluj          | 3–2      | Maccabi Tel Aviv | 1–0 | 2–2    |
| BATE Borísov      | 2–3      | Rosenborg        | 2–1 | 0–2    |
| The New Saints    | 0–3      | Copenhague       | 0–2 | 0–1    |
| Ferencváros       | 4–2      | Valletta         | 3–1 | 1–1    |
| Dundalk           | 1–4      | Qarabağ          | 1–1 | 0–3    |
| Saburtalo Tbilisi | 0–5      | Dinamo Zagreb    | 0–2 | 0–3    |
| Celtic            | 7–0      | Nõmme Kalju      | 5–0 | 2–0    |
| Estrella Roja     | 3–2      | HJK              | 2–0 | 1–2    |
| Sutjeska          | 0–4      | APOEL Nicosia    | 0–1 | 0–4    |
| Maribor           | (v.) 4–4 | AIK              | 2–1 | 2–3    |

| Equipo 1       | Agr.     | Equipo 2   | Ida | Vuelta |
| -------------- | -------- | ---------- | --- | ------ |
| Viktoria Plzeň | 0–4      | Olympiacos | 0–0 | 0–4    |
| PSV Eindhoven  | 4–4 (v.) | Basilea    | 3–2 | 1–2    |

### Tercera ronda clasificatoria
La tercera ronda de clasificación se divide en dos secciones: Ruta de Campeones (para campeones de liga) y Ruta de Liga (para los no campeones de la liga). Los perdedores de la Ruta de Campeones entraron en la ronda de eliminación de la Liga de Europa de la UEFA, mientras que los perdedores de la Ruta de Liga entraron en la fase de grupos de la Liga de Europa de la UEFA.
Un total de 20 equipos participaron en la tercera ronda de clasificación.
| Equipo 1      | Agr.         | Equipo 2    | Ida | Vuelta |
| ------------- | ------------ | ----------- | --- | ------ |
| CFR Cluj      | 5–4          | Celtic      | 1–1 | 4–3    |
| APOEL Nicosia | 3–2          | Qarabağ     | 1–2 | 2–0    |
| PAOK Salónica | 4–5          | Ajax        | 2–2 | 2–3    |
| Dinamo Zagreb | 5–1          | Ferencváros | 1–1 | 4–0    |
| Estrella Roja | 2–2 (7:6 p.) | Copenhague  | 1–1 | 1–1    |
| Maribor       | 2–6          | Rosenborg   | 1–3 | 1–3    |

| Equipo 1            | Agr.     | Equipo 2       | Ida | Vuelta |
| ------------------- | -------- | -------------- | --- | ------ |
| İstanbul Başakşehir | 0–3      | Olympiacos     | 0–1 | 0–2    |
| Krasnodar           | (v.) 3–3 | Porto          | 0–1 | 3–2    |
| Brujas              | 4–3      | Dinamo de Kiev | 1–0 | 3–3    |
| Basilea             | 2–5      | LASK           | 1–2 | 1–3    |

### Ronda de eliminación
La ronda de eliminación directa se divide en dos secciones: Ruta de campeones (para los campeones de la liga) y Ruta de liga (para los no campeones de la liga). Los perdedores de ambas entran en la fase de grupos de la Liga de Europa de la UEFA.
La juegan doce equipos.
| Equipo 1      | Agr.     | Equipo 2      | Ida | Vuelta |
| ------------- | -------- | ------------- | --- | ------ |
| Dinamo Zagreb | 3–1      | Rosenborg     | 2–0 | 1–1    |
| CFR Cluj      | 0–2      | Slavia Praga  | 0–1 | 0–1    |
| Young Boys    | 3–3 (v.) | Estrella Roja | 2–2 | 1–1    |
| APOEL Nicosia | 0–2      | Ajax          | 0–0 | 0–2    |

| Equipo 1   | Agr. | Equipo 2  | Ida | Vuelta |
| ---------- | ---- | --------- | --- | ------ |
| LASK       | 1–3  | Brujas    | 0–1 | 1–2    |
| Olympiacos | 6–1  | Krasnodar | 4–0 | 2–1    |

## Fase de grupos
Los 32 equipos se dividen en ocho grupos de cuatro, con la restricción de que los equipos de la misma asociación no pueden enfrentarse entre sí. Para el sorteo, los equipos se dividen en cuatro bombos basados en los siguientes principios (introducidos a partir de la temporada 2015-16):
El bombo 1 contiene a los campeones de la Liga de Campeones y de la Liga Europa, y los campeones de las ligas de las seis mejores asociaciones según el coeficiente de países de la UEFA. Si uno o ambos equipos campeones de la Liga de Campeones y Liga Europa también son campeones de las ligas de las asociaciones principales, los campeones de las ligas de las siguientes asociaciones con mejor clasificación también se clasifican para el bombo 1.
Los bombos 2, 3 y 4 contienen los equipos restantes, ordenados en función de sus coeficientes de clubes de la UEFA.
En cada grupo, los equipos juegan unos contra otros en casa y fuera en un formato de todos contra todos. Los ganadores de grupo y los subcampeones avanzan a la ronda de octavos de final, mientras que los equipos en tercer lugar entran en la ronda de la dieciseisavos de final de la Liga de Europa de la UEFA.
Los equipos juveniles de los clubes clasificados para la fase de grupos también participan en la Liga Juvenil de la UEFA 2019-2020 en las mismas jornadas.
Un total de 32 equipos juegan en la fase de grupos: 26 equipos que entran en esta fase y los seis ganadores de la ronda de eliminación (cuatro de la Ruta de Campeones, dos de la Ruta de Liga).
| Bombo 1 | Bombo 2 | Bombo 3 | Bombo 4 |
| --- | --- | --- | --- |
| LiverpoolLC CC: 91.000 ChelseaLE CC: 87.000 Barcelona CC: 138.000 Bayern Múnich CC: 128.000 Juventus CC: 124.000 Manchester City CC: 106.000 París Saint-Germain CC: 103.000 Zenit San Petersburgo CC: 72.000 | Real Madrid CC: 146.000 Atlético de Madrid CC: 127.000 Borussia Dortmund CC: 85.000 Napoli CC: 80.000 Shakhtar Donetsk CC: 80.000 Tottenham Hotspur CC: 78.000 Ajax CC: 70.500 Benfica CC: 68.000 | Olympique de Lyon CC: 61.500 Bayer Leverkusen CC: 61.000 Red Bull Salzburgo CC: 54.500 Olympiacos CC: 44.000 Brujas CC: 39.500 Valencia CC: 37.000 Inter de Milán CC: 31.000 Dinamo Zagreb CC: 29.500 | Lokomotiv Moscú CC: 28.500 Genk CC: 25.000 Galatasaray CC: 22.500 RB Leipzig CC: 22.000 Slavia Praga CC: 21.500 Estrella Roja CC: 16.750 Atalanta CC: 14.945 Lille CC: 11.699 |

- LC: accede como cabeza de serie por ser el club campeón de la Liga de Campeones 2018-19.
- LE: accede como cabeza de serie por ser el club campeón de la Liga Europa 2018-19.

### Grupo A
| Equipo              | Pts. | PJ | PG | PE | PP | GF | GC | Dif. | Notas                          |
| ------------------- | ---- | -- | -- | -- | -- | -- | -- | ---- | ------------------------------ |
| París Saint-Germain | 16   | 6  | 5  | 1  | 0  | 17 | 2  | 15   | Clasificado a octavos de final |
| Real Madrid         | 11   | 6  | 3  | 2  | 1  | 14 | 8  | 6    | Clasificado a octavos de final |
| Brujas              | 3    | 6  | 0  | 3  | 3  | 4  | 12 | -8   | Acceso a Liga Europa           |
| Galatasaray         | 2    | 6  | 0  | 2  | 4  | 1  | 14 | -13  |                                |

|     | PSG   | RMA   | BRU   | GAL   |
| --- | ----- | ----- | ----- | ----- |
| PSG |       | 3 – 0 | 1 – 0 | 5 – 0 |
| RMA | 2 – 2 |       | 2 – 2 | 6 – 0 |
| BRU | 0 – 5 | 1 – 3 |       | 0 – 0 |
| GAL | 0 – 1 | 0 – 1 | 1 – 1 |       |

### Grupo B
| Equipo            | Pts. | PJ | PG | PE | PP | GF | GC | Dif. | Notas                          |
| ----------------- | ---- | -- | -- | -- | -- | -- | -- | ---- | ------------------------------ |
| Bayern Múnich     | 18   | 6  | 6  | 0  | 0  | 24 | 5  | 19   | Clasificado a octavos de final |
| Tottenham Hotspur | 10   | 6  | 3  | 1  | 2  | 18 | 14 | 4    | Clasificado a octavos de final |
| Olympiacos        | 4    | 6  | 1  | 1  | 4  | 8  | 14 | -6   | Acceso a Liga Europa           |
| Estrella Roja     | 3    | 6  | 1  | 0  | 5  | 3  | 20 | -17  |                                |

|     | BAY   | TOT   | OLY   | EST   |
| --- | ----- | ----- | ----- | ----- |
| BAY |       | 3 – 1 | 2 – 0 | 3 – 0 |
| TOT | 2 – 7 |       | 4 – 2 | 5 – 0 |
| OLY | 2 – 3 | 2 – 2 |       | 1 – 0 |
| EST | 0 – 6 | 0 – 4 | 3 – 1 |       |

### Grupo C
| Equipo           | Pts. | PJ | PG | PE | PP | GF | GC | Dif. | Notas                          |
| ---------------- | ---- | -- | -- | -- | -- | -- | -- | ---- | ------------------------------ |
| Manchester City  | 14   | 6  | 4  | 2  | 0  | 16 | 4  | 12   | Clasificado a octavos de final |
| Atalanta         | 7    | 6  | 2  | 1  | 3  | 8  | 12 | -4   | Clasificado a octavos de final |
| Shakhtar Donetsk | 6    | 6  | 1  | 3  | 2  | 8  | 13 | -5   | Acceso a Liga Europa           |
| Dinamo Zagreb    | 5    | 6  | 1  | 2  | 3  | 10 | 13 | -3   |                                |

|     | MCI   | ATA   | SHK   | ZAG   |
| --- | ----- | ----- | ----- | ----- |
| MCI |       | 5 – 1 | 1 – 1 | 2 – 0 |
| ATA | 1 – 1 |       | 1 – 2 | 2 – 0 |
| SHK | 0 – 3 | 0 – 3 |       | 2 – 2 |
| ZAG | 1 – 4 | 4 – 0 | 3 – 3 |       |

### Grupo D
| Equipo             | Pts. | PJ | PG | PE | PP | GF | GC | Dif. | Notas                          |
| ------------------ | ---- | -- | -- | -- | -- | -- | -- | ---- | ------------------------------ |
| Juventus           | 16   | 6  | 5  | 1  | 0  | 12 | 4  | 8    | Clasificado a octavos de final |
| Atlético de Madrid | 10   | 6  | 3  | 1  | 2  | 8  | 5  | 3    | Clasificado a octavos de final |
| Bayer Leverkusen   | 6    | 6  | 2  | 0  | 4  | 5  | 9  | -4   | Acceso a Liga Europa           |
| Lokomotiv Moscú    | 3    | 6  | 1  | 0  | 5  | 1  | 10 | -9   |                                |

|     | JUV   | ATM   | LEV   | LOK   |
| --- | ----- | ----- | ----- | ----- |
| JUV |       | 1 – 0 | 3 – 0 | 2 – 1 |
| ATM | 2 – 2 |       | 1 – 0 | 2 – 0 |
| LEV | 0 – 2 | 2 – 1 |       | 1 – 2 |
| LOK | 1 – 2 | 0 – 2 | 0 – 2 |       |

### Grupo E
| Equipo             | Pts. | PJ | PG | PE | PP | GF | GC | Dif. | Notas                          |
| ------------------ | ---- | -- | -- | -- | -- | -- | -- | ---- | ------------------------------ |
| Liverpool          | 13   | 6  | 4  | 1  | 1  | 13 | 8  | 5    | Clasificado a octavos de final |
| Napoli             | 12   | 6  | 3  | 3  | 0  | 11 | 4  | 7    | Clasificado a octavos de final |
| Red Bull Salzburgo | 7    | 6  | 2  | 1  | 3  | 16 | 13 | 3    | Acceso a Liga Europa           |
| Genk               | 1    | 6  | 0  | 1  | 5  | 5  | 20 | -15  |                                |

|     | LIV   | NAP   | SAL   | GNK   |
| --- | ----- | ----- | ----- | ----- |
| LIV |       | 1 – 1 | 4 – 3 | 2 – 1 |
| NAP | 2 – 0 |       | 1 – 1 | 4 – 0 |
| SAL | 0 – 2 | 2 – 3 |       | 6 – 2 |
| GNK | 1 – 4 | 0 – 0 | 1 – 4 |       |

### Grupo F
| Equipo            | Pts. | PJ | PG | PE | PP | GF | GC | Dif. | Notas                          |
| ----------------- | ---- | -- | -- | -- | -- | -- | -- | ---- | ------------------------------ |
| Barcelona         | 14   | 6  | 4  | 2  | 0  | 9  | 4  | 5    | Clasificado a octavos de final |
| Borussia Dortmund | 10   | 6  | 3  | 1  | 2  | 8  | 8  | 0    | Clasificado a octavos de final |
| Inter de Milán    | 7    | 6  | 2  | 1  | 3  | 10 | 9  | 1    | Acceso a Liga Europa           |
| Slavia Praga      | 2    | 6  | 0  | 2  | 4  | 4  | 10 | -6   |                                |

|     | BAR   | BOR   | INT   | SLA   |
| --- | ----- | ----- | ----- | ----- |
| BAR |       | 3 – 1 | 2 – 1 | 0 – 0 |
| BOR | 0 – 0 |       | 3 – 2 | 2 – 1 |
| INT | 1 – 2 | 2 – 0 |       | 1 – 1 |
| SLA | 1 – 2 | 0 – 2 | 1 – 3 |       |

### Grupo G
| Equipo                | Pts. | PJ | PG | PE | PP | GF | GC | Dif. | Notas                          |
| --------------------- | ---- | -- | -- | -- | -- | -- | -- | ---- | ------------------------------ |
| RB Leipzig            | 11   | 6  | 3  | 2  | 1  | 10 | 8  | 2    | Clasificado a octavos de final |
| Olympique de Lyon     | 8    | 6  | 2  | 2  | 2  | 9  | 8  | 1    | Clasificado a octavos de final |
| Benfica               | 7    | 6  | 2  | 1  | 3  | 10 | 11 | -1   | Acceso a Liga Europa           |
| Zenit San Petersburgo | 7    | 6  | 2  | 1  | 3  | 7  | 9  | -2   |                                |

|     | RBL   | LYO   | BEN   | ZEN   |
| --- | ----- | ----- | ----- | ----- |
| RBL |       | 0 – 2 | 2 – 2 | 2 – 1 |
| LYO | 2 – 2 |       | 3 – 1 | 1 – 1 |
| BEN | 1 – 2 | 2 – 1 |       | 3 – 0 |
| ZEN | 0 – 2 | 2 – 0 | 3 – 1 |       |

### Grupo H
| Equipo   | Pts. | PJ | PG | PE | PP | GF | GC | Dif. | Notas                          |
| -------- | ---- | -- | -- | -- | -- | -- | -- | ---- | ------------------------------ |
| Valencia | 11   | 6  | 3  | 2  | 1  | 9  | 7  | 2    | Clasificado a octavos de final |
| Chelsea  | 11   | 6  | 3  | 2  | 1  | 11 | 9  | 2    | Clasificado a octavos de final |
| Ajax     | 10   | 6  | 3  | 1  | 2  | 12 | 6  | 6    | Acceso a Liga Europa           |
| Lille    | 1    | 6  | 0  | 1  | 5  | 4  | 14 | -10  |                                |

|     | VAL   | CHE   | AJX   | LIL   |
| --- | ----- | ----- | ----- | ----- |
| VAL |       | 2 – 2 | 0 – 3 | 4 – 1 |
| CHE | 0 – 1 |       | 4 – 4 | 2 – 1 |
| AJX | 0 – 1 | 0 – 1 |       | 3 – 0 |
| LIL | 1 – 1 | 1 – 2 | 0 – 2 |       |

## Fase eliminatoria
En la fase eliminatoria, los equipos juegan uno contra el otro en dos partidos, uno en casa y otro como visitante (a excepción de la final a partido único), y luego se hacen dos sumas de los goles, una para cada equipo. El ganador del total de goles del conjunto de dos partidos pasa a la siguiente fase. El mecanismo de los sorteos para cada ronda es el siguiente:
- En el sorteo de los octavos de final, los ocho ganadores de grupo son cabezas de serie, y los ocho segundos de grupo no lo son. Los cabezas de serie se enfrentan a un segundo de grupo, jugando el partido de vuelta en casa. Los equipos del mismo grupo o de la misma asociación no se pueden enfrentar.
- En los sorteos de los cuartos de final en adelante, no hay cabezas de serie. Los equipos del mismo grupo o la misma asociación se pueden enfrentar entre sí.

| Grupo | Bombo 1 (Líderes de grupo) | Bombo 2 (Segundos de grupo) |
| ----- | -------------------------- | --------------------------- |
| A     | París Saint-Germain        | Real Madrid                 |
| B     | Bayern Múnich              | Tottenham Hotspur           |
| C     | Manchester City            | Atalanta                    |
| D     | Juventus                   | Atlético de Madrid          |
| E     | Liverpool                  | Napoli                      |
| F     | Barcelona                  | Borussia Dortmund           |
| G     | RB Leipzig                 | Olympique de Lyon           |
| H     | Valencia                   | Chelsea                     |

### Eliminatorias
|  | Octavos de final                                                              | Octavos de final                                                              | Octavos de final                                                              | Octavos de final                                                              | Octavos de final                                                              |   |    | Cuartos de final           | Cuartos de final           | Cuartos de final           |  |    | Semifinales               | Semifinales               | Semifinales               |  |    | Final                                       | Final                                       | Final                                       |  |
|  | 18 al 26 de febrero de 2020 (ida) 10 de marzo al 8 de agosto de 2020 (vuelta) | 18 al 26 de febrero de 2020 (ida) 10 de marzo al 8 de agosto de 2020 (vuelta) | 18 al 26 de febrero de 2020 (ida) 10 de marzo al 8 de agosto de 2020 (vuelta) | 18 al 26 de febrero de 2020 (ida) 10 de marzo al 8 de agosto de 2020 (vuelta) | 18 al 26 de febrero de 2020 (ida) 10 de marzo al 8 de agosto de 2020 (vuelta) |   |    | 12 al 15 de agosto de 2020 | 12 al 15 de agosto de 2020 | 12 al 15 de agosto de 2020 |  |    | 18 y 19 de agosto de 2020 | 18 y 19 de agosto de 2020 | 18 y 19 de agosto de 2020 |  |    | 23 de agosto de 2020 Estádio da Luz, Lisboa | 23 de agosto de 2020 Estádio da Luz, Lisboa | 23 de agosto de 2020 Estádio da Luz, Lisboa |  |
|  |                                                                               |                                                                               |                                                                               |                                                                               |                                                                               |   |    |                            |                            |                            |  |    |                           |                           |                           |  |    |                                             |                                             |                                             |  |
|  |                                                                               |                                                                               |                                                                               |                                                                               |                                                                               |   |    |                            |                            |                            |  |    |                           |                           |                           |  |    |                                             |                                             |                                             |  |
|  | 2B                                                                            | Tottenham Hotspur                                                             | 0                                                                             | 0                                                                             | 0                                                                             |   |    |                            |                            |                            |  |    |                           |                           |                           |  |    |                                             |                                             |                                             |  |
|  | 2B                                                                            | Tottenham Hotspur                                                             | 0                                                                             | 0                                                                             | 0                                                                             |   |    |                            |                            |                            |  |    |                           |                           |                           |  |    |                                             |                                             |                                             |  |
|  | 1G                                                                            | RB Leipzig                                                                    | 1                                                                             | 3                                                                             | 4                                                                             |   |    |                            |                            |                            |  |    |                           |                           |                           |  |    |                                             |                                             |                                             |  |
|  | 1G                                                                            | RB Leipzig                                                                    | 1                                                                             | 3                                                                             | 4                                                                             |   | 1G | RB Leipzig                 | 2                          |                            |  |    |                           |                           |                           |  |    |                                             |                                             |                                             |  |
|  |                                                                               |                                                                               |                                                                               |                                                                               |                                                                               |   | 1G | RB Leipzig                 | 2                          |                            |  |    |                           |                           |                           |  |    |                                             |                                             |                                             |  |
|  |                                                                               |                                                                               | 2D                                                                            | Atlético Madrid                                                               | 1                                                                             |   |    |                            |                            |                            |  |    |                           |                           |                           |  |    |                                             |                                             |                                             |  |
|  | 2D                                                                            | Atlético Madrid (t.s.)                                                        | 2D                                                                            | Atlético Madrid                                                               | 1                                                                             | 1 | 3  | 4                          |                            |                            |  |    |                           |                           |                           |  |    |                                             |                                             |                                             |  |
|  | 2D                                                                            | Atlético Madrid (t.s.)                                                        |                                                                               |                                                                               |                                                                               |   |    | 4                          |                            |                            |  |    |                           |                           |                           |  |    |                                             |                                             |                                             |  |
|  | 1E                                                                            | Liverpool                                                                     | 0                                                                             | 2                                                                             | 2                                                                             |   |    |                            |                            |                            |  |    |                           |                           |                           |  |    |                                             |                                             |                                             |  |
|  | 1E                                                                            | Liverpool                                                                     | 0                                                                             | 2                                                                             | 2                                                                             |   |    |                            |                            |                            |  | 1G | RB Leipzig                | 0                         |                           |  |    |                                             |                                             |                                             |  |
|  |                                                                               |                                                                               |                                                                               |                                                                               |                                                                               |   |    |                            |                            |                            |  | 1G | RB Leipzig                | 0                         |                           |  |    |                                             |                                             |                                             |  |
|  |                                                                               |                                                                               | 1A                                                                            | París Saint-Germain                                                           | 3                                                                             |   |    |                            |                            |                            |  |    |                           |                           |                           |  |    |                                             |                                             |                                             |  |
|  | 2C                                                                            | Atalanta                                                                      | 1A                                                                            | París Saint-Germain                                                           | 3                                                                             | 4 | 4  | 8                          |                            |                            |  |    |                           |                           |                           |  |    |                                             |                                             |                                             |  |
|  | 2C                                                                            | Atalanta                                                                      |                                                                               |                                                                               |                                                                               |   |    | 8                          |                            |                            |  |    |                           |                           |                           |  |    |                                             |                                             |                                             |  |
|  | 1H                                                                            | Valencia                                                                      | 1                                                                             | 3                                                                             | 4                                                                             |   |    |                            |                            |                            |  |    |                           |                           |                           |  |    |                                             |                                             |                                             |  |
|  | 1H                                                                            | Valencia                                                                      | 1                                                                             | 3                                                                             | 4                                                                             |   | 2C | Atalanta                   | 1                          |                            |  |    |                           |                           |                           |  |    |                                             |                                             |                                             |  |
|  |                                                                               |                                                                               |                                                                               |                                                                               |                                                                               |   | 2C | Atalanta                   | 1                          |                            |  |    |                           |                           |                           |  |    |                                             |                                             |                                             |  |
|  |                                                                               |                                                                               | 1A                                                                            | París Saint-Germain                                                           | 2                                                                             |   |    |                            |                            |                            |  |    |                           |                           |                           |  |    |                                             |                                             |                                             |  |
|  | 2F                                                                            | Borussia Dortmund                                                             | 1A                                                                            | París Saint-Germain                                                           | 2                                                                             | 2 | 0  | 2                          |                            |                            |  |    |                           |                           |                           |  |    |                                             |                                             |                                             |  |
|  | 2F                                                                            | Borussia Dortmund                                                             |                                                                               |                                                                               |                                                                               |   |    | 2                          |                            |                            |  |    |                           |                           |                           |  |    |                                             |                                             |                                             |  |
|  | 1A                                                                            | París Saint-Germain                                                           | 1                                                                             | 2                                                                             | 3                                                                             |   |    |                            |                            |                            |  |    |                           |                           |                           |  |    |                                             |                                             |                                             |  |
|  | 1A                                                                            | París Saint-Germain                                                           | 1                                                                             | 2                                                                             | 3                                                                             |   |    |                            |                            |                            |  |    |                           |                           |                           |  | 1A | París Saint-Germain                         | 0                                           |                                             |  |
|  |                                                                               |                                                                               |                                                                               |                                                                               |                                                                               |   |    |                            |                            |                            |  |    |                           |                           |                           |  | 1A | París Saint-Germain                         | 0                                           |                                             |  |
|  |                                                                               |                                                                               | 1B                                                                            | Bayern Múnich                                                                 | 1                                                                             |   |    |                            |                            |                            |  |    |                           |                           |                           |  |    |                                             |                                             |                                             |  |
|  | 2A                                                                            | Real Madrid                                                                   | 1B                                                                            | Bayern Múnich                                                                 | 1                                                                             | 1 | 1  | 2                          |                            |                            |  |    |                           |                           |                           |  |    |                                             |                                             |                                             |  |
|  | 2A                                                                            | Real Madrid                                                                   |                                                                               |                                                                               |                                                                               |   |    | 2                          |                            |                            |  |    |                           |                           |                           |  |    |                                             |                                             |                                             |  |
|  | 1C                                                                            | Manchester City                                                               | 2                                                                             | 2                                                                             | 4                                                                             |   |    |                            |                            |                            |  |    |                           |                           |                           |  |    |                                             |                                             |                                             |  |
|  | 1C                                                                            | Manchester City                                                               | 2                                                                             | 2                                                                             | 4                                                                             |   | 1C | Manchester City            | 1                          |                            |  |    |                           |                           |                           |  |    |                                             |                                             |                                             |  |
|  |                                                                               |                                                                               |                                                                               |                                                                               |                                                                               |   | 1C | Manchester City            | 1                          |                            |  |    |                           |                           |                           |  |    |                                             |                                             |                                             |  |
|  |                                                                               |                                                                               | 2G                                                                            | Olympique de Lyon                                                             | 3                                                                             |   |    |                            |                            |                            |  |    |                           |                           |                           |  |    |                                             |                                             |                                             |  |
|  | 2G                                                                            | Olympique de Lyon (v.)                                                        | 2G                                                                            | Olympique de Lyon                                                             | 3                                                                             | 1 | 1  | 2                          |                            |                            |  |    |                           |                           |                           |  |    |                                             |                                             |                                             |  |
|  | 2G                                                                            | Olympique de Lyon (v.)                                                        |                                                                               |                                                                               |                                                                               |   |    | 2                          |                            |                            |  |    |                           |                           |                           |  |    |                                             |                                             |                                             |  |
|  | 1D                                                                            | Juventus                                                                      | 0                                                                             | 2                                                                             | 2                                                                             |   |    |                            |                            |                            |  |    |                           |                           |                           |  |    |                                             |                                             |                                             |  |
|  | 1D                                                                            | Juventus                                                                      | 0                                                                             | 2                                                                             | 2                                                                             |   |    |                            |                            |                            |  | 2G | Olympique de Lyon         | 0                         |                           |  |    |                                             |                                             |                                             |  |
|  |                                                                               |                                                                               |                                                                               |                                                                               |                                                                               |   |    |                            |                            |                            |  | 2G | Olympique de Lyon         | 0                         |                           |  |    |                                             |                                             |                                             |  |
|  |                                                                               |                                                                               | 1B                                                                            | Bayern Múnich                                                                 | 3                                                                             |   |    |                            |                            |                            |  |    |                           |                           |                           |  |    |                                             |                                             |                                             |  |
|  | 2E                                                                            | Napoli                                                                        | 1B                                                                            | Bayern Múnich                                                                 | 3                                                                             | 1 | 1  | 2                          |                            |                            |  |    |                           |                           |                           |  |    |                                             |                                             |                                             |  |
|  | 2E                                                                            | Napoli                                                                        |                                                                               |                                                                               |                                                                               |   |    | 2                          |                            |                            |  |    |                           |                           |                           |  |    |                                             |                                             |                                             |  |
|  | 1F                                                                            | Barcelona                                                                     | 1                                                                             | 3                                                                             | 4                                                                             |   |    |                            |                            |                            |  |    |                           |                           |                           |  |    |                                             |                                             |                                             |  |
|  | 1F                                                                            | Barcelona                                                                     | 1                                                                             | 3                                                                             | 4                                                                             |   | 1F | Barcelona                  | 2                          |                            |  |    |                           |                           |                           |  |    |                                             |                                             |                                             |  |
|  |                                                                               |                                                                               |                                                                               |                                                                               |                                                                               |   | 1F | Barcelona                  | 2                          |                            |  |    |                           |                           |                           |  |    |                                             |                                             |                                             |  |
|  |                                                                               |                                                                               | 1B                                                                            | Bayern Múnich                                                                 | 8                                                                             |   |    |                            |                            |                            |  |    |                           |                           |                           |  |    |                                             |                                             |                                             |  |
|  | 2H                                                                            | Chelsea                                                                       | 1B                                                                            | Bayern Múnich                                                                 | 8                                                                             | 0 | 1  | 1                          |                            |                            |  |    |                           |                           |                           |  |    |                                             |                                             |                                             |  |
|  | 2H                                                                            | Chelsea                                                                       |                                                                               |                                                                               |                                                                               |   |    | 1                          |                            |                            |  |    |                           |                           |                           |  |    |                                             |                                             |                                             |  |
|  | 1B                                                                            | Bayern Múnich                                                                 | 3                                                                             | 4                                                                             | 7                                                                             |   |    |                            |                            |                            |  |    |                           |                           |                           |  |    |                                             |                                             |                                             |  |
|  | 1B                                                                            | Bayern Múnich                                                                 | 3                                                                             | 4                                                                             | 7                                                                             |   |    |                            |                            |                            |  |    |                           |                           |                           |  |    |                                             |                                             |                                             |  |
|  |                                                                               |                                                                               |                                                                               |                                                                               |                                                                               |   |    |                            |                            |                            |  |    |                           |                           |                           |  |    |                                             |                                             |                                             |  |

### Octavos de final
El sorteo de los octavos de final fue el 16 de diciembre de 2019. Los partidos de ida se disputaron los días 18, 19, 25 y 26 de febrero de 2020; mientras que cuatro de los partidos de vuelta se disputaron los días 10 y 11 de marzo de 2020. Los otros fueron postergados por la pandemia de COVID-19 y se disputaron el 7 y 8 de agosto de 2020.
| Equipo 1           | Agr.        | Equipo 2            | Ida | Vuelta |
| ------------------ | ----------- | ------------------- | --- | ------ |
| Borussia Dortmund  | 2–3         | París Saint-Germain | 2–1 | 0–2    |
| Real Madrid        | 2–4         | Manchester City     | 1–2 | 1–2    |
| Atalanta           | 8–4         | Valencia            | 4–1 | 4–3    |
| Atlético de Madrid | 4–2 (t. s.) | Liverpool           | 1–0 | 3–2    |
| Chelsea            | 1–7         | Bayern Múnich       | 0–3 | 1–4    |
| Olympique de Lyon  | 2–2 (v.)    | Juventus            | 1–0 | 1–2    |
| Tottenham Hotspur  | 0–4         | RB Leipzig          | 0–1 | 0–3    |
| Napoli             | 2–4         | Barcelona           | 1–1 | 1–3    |

### Cuartos de final
A partir de esta ronda, debido a ajustes de calendario por la pandemia de COVID-19, las llaves se jugaron a partido único en el Estádio da Luz y en el Estadio José Alvalade de Lisboa. El sorteo se llevó a cabo el viernes 10 de julio en Nyon, Suiza.
| Equipo 1        | Resultado | Equipo 2            |
| --------------- | --------- | ------------------- |
| Manchester City | 1–3       | Olympique de Lyon   |
| RB Leipzig      | 2–1       | Atlético de Madrid  |
| Barcelona       | 2–8       | Bayern Múnich       |
| Atalanta        | 1–2       | París Saint-Germain |

### Semifinales
Debido a ajustes de calendario por la pandemia de COVID-19, las llaves se juegan a partido único en el Estádio da Luz y en el Estadio José Alvalade de Lisboa. El sorteo se llevó a cabo el viernes 10 de julio en Nyon, Suiza.
| Equipo 1          | Resultado | Equipo 2            |
| ----------------- | --------- | ------------------- |
| RB Leipzig        | 0–3       | París Saint-Germain |
| Olympique de Lyon | 0–3       | Bayern Múnich       |

### Final
| 1     | POR   | Keylor Navas     |     |
| 4     | DEF   | Thilo Kehrer     |     |
| 2     | DEF   | Thiago Silva     |     |
| 3     | DEF   | Presnel Kimpembe |     |
| 14    | DEF   | Juan Bernat      | 80' |
| 21    | MED   | Ander Herrera    | 72' |
| 5     | MED   | Marquinhos       |     |
| 8     | MED   | Leandro Paredes  | 65' |
| 11    | DEL   | Ángel Di María   | 80' |
| 10    | DEL   | Neymar           |     |
| 7     | DEL   | Kylian Mbappé    |     |
| D. T. | D. T. | Thomas Tuchel    |     |

| 1     | POR   | Manuel Neuer       |     |
| 32    | DEF   | Joshua Kimmich     |     |
| 17    | DEF   | Jérôme Boateng     | 25' |
| 27    | DEF   | David Alaba        |     |
| 19    | DEF   | Alphonso Davies    |     |
| 18    | MED   | Leon Goretzka      |     |
| 6     | MED   | Thiago             | 86' |
| 22    | MED   | Serge Gnabry       | 68' |
| 29    | MED   | Kingsley Coman     | 68' |
| 25    | MED   | Thomas Müller      |     |
| 9     | DEL   | Robert Lewandowski |     |
| D. T. | D. T. | Hans-Dieter Flick  |     |

| 6  | MED | Marco Verratti           | 65' |
| 23 | MED | Julian Draxler           | 72' |
| 20 | DEF | Layvin Kurzawa           | 80' |
| 17 | DEL | Eric Maxim Choupo-Moting | 80' |

| 4  | DEF | Niklas Süle       | 25' |
| 14 | MED | Ivan Perišić      | 68' |
| 10 | MED | Philippe Coutinho | 68' |
| 24 | MED | Corentin Tolisso  | 86' |

| 59' | Kingsley Coman | 0:1 |

| 52' · 81' · 83' · 85' | Leandro Paredes Neymar Thiago Silva Layvin Kurzawa |

| 28' · 52' · 56' · 90+4' | Alphonso Davies Serge Gnabry Niklas Süle Thomas Müller |

| Principal  | Daniele Orsato        |
| Asistentes | Lorenzo Manganelli    |
|            | Alessandro Giallatini |
| Cuarto     | Ovidiu Hațegan        |
| Quinto     | Alejandro Hernández   |

| VAR            | Massimiliano Irrati            |
| Asistentes VAR | Marco Guida                    |
|                | Roberto Díaz Pérez del Palomar |

|                    |     |     |
| Tiros              | 10  | 12  |
| Tiros a puerta     | 3   | 2   |
| Faltas             | 16  | 22  |
| Saques de esquina  | 4   | 4   |
| Penaltis           | 0   | 0   |
| Fueras de juego    | 2   | 1   |
| Posesión del balón | 38% | 62% |

| Alineación inicial |

| 1     | POR   | Keylor Navas     |     |
| 4     | DEF   | Thilo Kehrer     |     |
| 2     | DEF   | Thiago Silva     |     |
| 3     | DEF   | Presnel Kimpembe |     |
| 14    | DEF   | Juan Bernat      | 80' |
| 21    | MED   | Ander Herrera    | 72' |
| 5     | MED   | Marquinhos       |     |
| 8     | MED   | Leandro Paredes  | 65' |
| 11    | DEL   | Ángel Di María   | 80' |
| 10    | DEL   | Neymar           |     |
| 7     | DEL   | Kylian Mbappé    |     |
| D. T. | D. T. | Thomas Tuchel    |     |

| 1     | POR   | Manuel Neuer       |     |
| 32    | DEF   | Joshua Kimmich     |     |
| 17    | DEF   | Jérôme Boateng     | 25' |
| 27    | DEF   | David Alaba        |     |
| 19    | DEF   | Alphonso Davies    |     |
| 18    | MED   | Leon Goretzka      |     |
| 6     | MED   | Thiago             | 86' |
| 22    | MED   | Serge Gnabry       | 68' |
| 29    | MED   | Kingsley Coman     | 68' |
| 25    | MED   | Thomas Müller      |     |
| 9     | DEL   | Robert Lewandowski |     |
| D. T. | D. T. | Hans-Dieter Flick  |     |

| 6  | MED | Marco Verratti           | 65' |
| 23 | MED | Julian Draxler           | 72' |
| 20 | DEF | Layvin Kurzawa           | 80' |
| 17 | DEL | Eric Maxim Choupo-Moting | 80' |

| 4  | DEF | Niklas Süle       | 25' |
| 14 | MED | Ivan Perišić      | 68' |
| 10 | MED | Philippe Coutinho | 68' |
| 24 | MED | Corentin Tolisso  | 86' |

| 59' | Kingsley Coman | 0:1 |

| 52' · 81' · 83' · 85' | Leandro Paredes Neymar Thiago Silva Layvin Kurzawa |

| 28' · 52' · 56' · 90+4' | Alphonso Davies Serge Gnabry Niklas Süle Thomas Müller |

| Principal  | Daniele Orsato        |
| Asistentes | Lorenzo Manganelli    |
|            | Alessandro Giallatini |
| Cuarto     | Ovidiu Hațegan        |
| Quinto     | Alejandro Hernández   |

| VAR            | Massimiliano Irrati            |
| Asistentes VAR | Marco Guida                    |
|                | Roberto Díaz Pérez del Palomar |

|                    |     |     |
| Tiros              | 10  | 12  |
| Tiros a puerta     | 3   | 2   |
| Faltas             | 16  | 22  |
| Saques de esquina  | 4   | 4   |
| Penaltis           | 0   | 0   |
| Fueras de juego    | 2   | 1   |
| Posesión del balón | 38% | 62% |

| Alineación inicial |

| 1     | POR   | Keylor Navas     |     |
| 4     | DEF   | Thilo Kehrer     |     |
| 2     | DEF   | Thiago Silva     |     |
| 3     | DEF   | Presnel Kimpembe |     |
| 14    | DEF   | Juan Bernat      | 80' |
| 21    | MED   | Ander Herrera    | 72' |
| 5     | MED   | Marquinhos       |     |
| 8     | MED   | Leandro Paredes  | 65' |
| 11    | DEL   | Ángel Di María   | 80' |
| 10    | DEL   | Neymar           |     |
| 7     | DEL   | Kylian Mbappé    |     |
| D. T. | D. T. | Thomas Tuchel    |     |

| 1     | POR   | Manuel Neuer       |     |
| 32    | DEF   | Joshua Kimmich     |     |
| 17    | DEF   | Jérôme Boateng     | 25' |
| 27    | DEF   | David Alaba        |     |
| 19    | DEF   | Alphonso Davies    |     |
| 18    | MED   | Leon Goretzka      |     |
| 6     | MED   | Thiago             | 86' |
| 22    | MED   | Serge Gnabry       | 68' |
| 29    | MED   | Kingsley Coman     | 68' |
| 25    | MED   | Thomas Müller      |     |
| 9     | DEL   | Robert Lewandowski |     |
| D. T. | D. T. | Hans-Dieter Flick  |     |

| 6  | MED | Marco Verratti           | 65' |
| 23 | MED | Julian Draxler           | 72' |
| 20 | DEF | Layvin Kurzawa           | 80' |
| 17 | DEL | Eric Maxim Choupo-Moting | 80' |

| 4  | DEF | Niklas Süle       | 25' |
| 14 | MED | Ivan Perišić      | 68' |
| 10 | MED | Philippe Coutinho | 68' |
| 24 | MED | Corentin Tolisso  | 86' |

| 59' | Kingsley Coman | 0:1 |

| 52' · 81' · 83' · 85' | Leandro Paredes Neymar Thiago Silva Layvin Kurzawa |

| 28' · 52' · 56' · 90+4' | Alphonso Davies Serge Gnabry Niklas Süle Thomas Müller |

| Principal  | Daniele Orsato        |
| Asistentes | Lorenzo Manganelli    |
|            | Alessandro Giallatini |
| Cuarto     | Ovidiu Hațegan        |
| Quinto     | Alejandro Hernández   |

| VAR            | Massimiliano Irrati            |
| Asistentes VAR | Marco Guida                    |
|                | Roberto Díaz Pérez del Palomar |

|                    |     |     |
| Tiros              | 10  | 12  |
| Tiros a puerta     | 3   | 2   |
| Faltas             | 16  | 22  |
| Saques de esquina  | 4   | 4   |
| Penaltis           | 0   | 0   |
| Fueras de juego    | 2   | 1   |
| Posesión del balón | 38% | 62% |

| Alineación inicial |

| 1     | POR   | Keylor Navas     |     |
| 4     | DEF   | Thilo Kehrer     |     |
| 2     | DEF   | Thiago Silva     |     |
| 3     | DEF   | Presnel Kimpembe |     |
| 14    | DEF   | Juan Bernat      | 80' |
| 21    | MED   | Ander Herrera    | 72' |
| 5     | MED   | Marquinhos       |     |
| 8     | MED   | Leandro Paredes  | 65' |
| 11    | DEL   | Ángel Di María   | 80' |
| 10    | DEL   | Neymar           |     |
| 7     | DEL   | Kylian Mbappé    |     |
| D. T. | D. T. | Thomas Tuchel    |     |

| 1     | POR   | Manuel Neuer       |     |
| 32    | DEF   | Joshua Kimmich     |     |
| 17    | DEF   | Jérôme Boateng     | 25' |
| 27    | DEF   | David Alaba        |     |
| 19    | DEF   | Alphonso Davies    |     |
| 18    | MED   | Leon Goretzka      |     |
| 6     | MED   | Thiago             | 86' |
| 22    | MED   | Serge Gnabry       | 68' |
| 29    | MED   | Kingsley Coman     | 68' |
| 25    | MED   | Thomas Müller      |     |
| 9     | DEL   | Robert Lewandowski |     |
| D. T. | D. T. | Hans-Dieter Flick  |     |

| 6  | MED | Marco Verratti           | 65' |
| 23 | MED | Julian Draxler           | 72' |
| 20 | DEF | Layvin Kurzawa           | 80' |
| 17 | DEL | Eric Maxim Choupo-Moting | 80' |

| 4  | DEF | Niklas Süle       | 25' |
| 14 | MED | Ivan Perišić      | 68' |
| 10 | MED | Philippe Coutinho | 68' |
| 24 | MED | Corentin Tolisso  | 86' |

| 59' | Kingsley Coman | 0:1 |

| 52' · 81' · 83' · 85' | Leandro Paredes Neymar Thiago Silva Layvin Kurzawa |

| 28' · 52' · 56' · 90+4' | Alphonso Davies Serge Gnabry Niklas Süle Thomas Müller |

| Principal  | Daniele Orsato        |
| Asistentes | Lorenzo Manganelli    |
|            | Alessandro Giallatini |
| Cuarto     | Ovidiu Hațegan        |
| Quinto     | Alejandro Hernández   |

| VAR            | Massimiliano Irrati            |
| Asistentes VAR | Marco Guida                    |
|                | Roberto Díaz Pérez del Palomar |

|                    |     |     |
| Tiros              | 10  | 12  |
| Tiros a puerta     | 3   | 2   |
| Faltas             | 16  | 22  |
| Saques de esquina  | 4   | 4   |
| Penaltis           | 0   | 0   |
| Fueras de juego    | 2   | 1   |
| Posesión del balón | 38% | 62% |

| Alineación inicial |

|                                  |
| Bandera de Alemania              |
| Campeón Bayern Múnich 6.º título |

## Estadísticas

### Tabla de goleadores
Nota: No contabilizados los partidos y goles en rondas previas.
| \| Pos. \| Jugador \| Goles \| Part. (Min.) \| Prom. \| Club \| \| ---- \| ------------------ \| ----- \| ------------ \| ----- \| ----------------------- \| \| 1 \| Robert Lewandowski \| 15 \| 9 (887') \| 1.67 \| Bayern Múnich \| \| 2 \| Erling Haaland \| 10 \| 8 (554') \| 1.25 \| Borussia Dortmund[n. 1] \| \| 3 \| Serge Gnabry \| 9 \| 9 (767') \| 1 \| Bayern Múnich \| \| 4 \| Harry Kane \| 6 \| 5 (450') \| 1.2 \| Tottenham Hotspur \| \| = \| Memphis Depay \| 6 \| 6 (594') \| 1 \| Olympique de Lyon \| \| = \| Gabriel Jesus \| 6 \| 7 (590') \| 0.86 \| Manchester City \| \| = \| Dries Mertens \| 6 \| 8 (586') \| 0.75 \| Napoli \| \| = \| Raheem Sterling \| 6 \| 8 (599') \| 0.75 \| Manchester City \| \| 9 \| Son Heung-min \| 5 \| 6 (365') \| 0.83 \| Tottenham Hotspur \| \| = \| Lautaro Martínez \| 5 \| 6 (521') \| 0.83 \| Inter de Milán \| \| = \| Luis Suárez \| 5 \| 6 (567') \| 0.83 \| Barcelona \| \| = \| Mauro Icardi \| 5 \| 7 (480') \| 0.71 \| París Saint-Germain \| \| = \| Josip Iličić \| 5 \| 7 (516') \| 0.71 \| Atalanta \| \| = \| Karim Benzema \| 5 \| 8 (643') \| 0.63 \| Real Madrid \| \| = \| Kylian Mbappé \| 5 \| 8 (652') \| 0.63 \| París Saint-Germain \| Actualizado al último partido disputado el 23 de agosto de 2020 (de acuerdo a la página oficial de la competición). |                    |       |              |       |                     |
| Pos. | Jugador            | Goles | Part. (Min.) | Prom. | Club                |
| 1 | Robert Lewandowski | 15    | 9 (887')     | 1.67  | Bayern Múnich       |
| 2 | Erling Haaland     | 10    | 8 (554')     | 1.25  | Borussia Dortmund   |
| 3 | Serge Gnabry       | 9     | 9 (767')     | 1     | Bayern Múnich       |
| 4 | Harry Kane         | 6     | 5 (450')     | 1.2   | Tottenham Hotspur   |
| = | Memphis Depay      | 6     | 6 (594')     | 1     | Olympique de Lyon   |
| = | Gabriel Jesus      | 6     | 7 (590')     | 0.86  | Manchester City     |
| = | Dries Mertens      | 6     | 8 (586')     | 0.75  | Napoli              |
| = | Raheem Sterling    | 6     | 8 (599')     | 0.75  | Manchester City     |
| 9 | Son Heung-min      | 5     | 6 (365')     | 0.83  | Tottenham Hotspur   |
| = | Lautaro Martínez   | 5     | 6 (521')     | 0.83  | Inter de Milán      |
| = | Luis Suárez        | 5     | 6 (567')     | 0.83  | Barcelona           |
| = | Mauro Icardi       | 5     | 7 (480')     | 0.71  | París Saint-Germain |
| = | Josip Iličić       | 5     | 7 (516')     | 0.71  | Atalanta            |
| = | Karim Benzema      | 5     | 8 (643')     | 0.63  | Real Madrid         |
| = | Kylian Mbappé      | 5     | 8 (652')     | 0.63  | París Saint-Germain |

### Jugadores con tres o más goles en un partido
| Pos. | Jugador             | Goles | Fecha                    | Local              |                       | Resultado |                       | Visitante           | Reporte          |
| ---- | ------------------- | ----- | ------------------------ | ------------------ | --------------------- | --------- | --------------------- | ------------------- | ---------------- |
| 1    | Erling Braut Håland | 3     | 17 de septiembre de 2019 | Red Bull Salzburgo | Bandera de Austria    | 6 - 2     | Bandera de Bélgica    | Genk                | Jornada 1        |
| 2    | Mislav Oršić        | 3     | 18 de septiembre de 2019 | Dinamo Zagreb      | Bandera de Croacia    | 4 - 0     | Bandera de Italia     | Atalanta            | Jornada 1        |
| 3    | Serge Gnabry        | 4     | 1 de octubre de 2019     | Tottenham          | Bandera de Inglaterra | 2 - 7     | Bandera de Alemania   | Bayern Múnich       | Jornada 2        |
| 4    | Raheem Sterling     | 3     | 22 de octubre de 2019    | Manchester City    | Bandera de Inglaterra | 5 - 1     | Bandera de Italia     | Atalanta            | Jornada 3        |
| 5    | Kylian Mbappé       | 3     | 22 de octubre de 2019    | Brujas             | Bandera de Bélgica    | 0 - 5     | Bandera de Francia    | París Saint-Germain | Jornada 3        |
| 6    | Rodrygo Goes        | 3     | 6 de noviembre de 2019   | Real Madrid        | Bandera de España     | 6 - 0     | Bandera de Turquía    | Galatasaray         | Jornada 4        |
| 7    | Robert Lewandowski  | 4     | 26 de noviembre de 2019  | Estrella Roja      | Bandera de Serbia     | 0 - 6     | Bandera de Alemania   | Bayern Múnich       | Jornada 5        |
| 8    | Arkadiusz Milik     | 3     | 10 de diciembre de 2019  | Napoli             | Bandera de Italia     | 4 - 0     | Bandera de Bélgica    | Genk                | Jornada 6        |
| 9    | Gabriel Jesus       | 3     | 11 de diciembre de 2019  | Dinamo Zagreb      | Bandera de Croacia    | 1 - 4     | Bandera de Inglaterra | Manchester City     | Jornada 6        |
| 10   | Josip Iličić        | 4     | 10 de marzo de 2020      | Valencia           | Bandera de España     | 3 - 4     | Bandera de Italia     | Atalanta            | Octavos de final |

### Rendimiento general
Nota: No contabilizadas las estadísticas en rondas previas.
| Club | Club                  | Pts. | PJ | PG | PE | PP | GF | GC | Dif. | Rend.  |
| ---- | --------------------- | ---- | -- | -- | -- | -- | -- | -- | ---- | ------ |
| 1    | Bayern Múnich         | 33   | 11 | 11 | 0  | 0  | 43 | 8  | 35   | 100%   |
| 2    | París Saint-Germain   | 25   | 11 | 8  | 1  | 2  | 25 | 6  | 19   | 75.76% |
| 3    | RB Leipzig            | 20   | 10 | 6  | 2  | 2  | 16 | 12 | 4    | 66.67% |
| 4    | Olympique de Lyon     | 14   | 10 | 4  | 2  | 4  | 14 | 14 | 0    | 46.67% |
| 5    | Manchester City       | 20   | 9  | 6  | 2  | 1  | 21 | 9  | 12   | 74.07% |
| 6    | Barcelona             | 18   | 9  | 5  | 3  | 1  | 15 | 14 | 1    | 66.67% |
| 7    | Atlético de Madrid    | 16   | 9  | 5  | 1  | 3  | 13 | 9  | 4    | 59.26% |
| 8    | Atalanta              | 13   | 9  | 4  | 1  | 4  | 17 | 18 | -1   | 48.15% |
| 9    | Juventus              | 19   | 8  | 6  | 1  | 1  | 14 | 6  | 8    | 79.17% |
| 10   | Napoli                | 13   | 8  | 3  | 4  | 1  | 13 | 8  | 5    | 54.17% |
| 11   | Liverpool             | 13   | 8  | 4  | 1  | 3  | 15 | 12 | 3    | 54.17% |
| 12   | Borussia Dortmund     | 13   | 8  | 4  | 1  | 3  | 10 | 11 | -1   | 54.17% |
| 13   | Real Madrid           | 11   | 8  | 3  | 2  | 3  | 16 | 12 | 4    | 45.83% |
| 14   | Valencia              | 11   | 8  | 3  | 2  | 3  | 13 | 15 | -2   | 45.83% |
| 15   | Chelsea               | 11   | 8  | 3  | 2  | 3  | 12 | 16 | -4   | 45.83% |
| 16   | Tottenham Hotspur     | 10   | 8  | 3  | 1  | 4  | 18 | 18 | 0    | 41.67% |
| 17   | Ajax                  | 10   | 6  | 3  | 1  | 2  | 12 | 6  | 6    | 55.56% |
| 18   | Red Bull Salzburgo    | 7    | 6  | 2  | 1  | 3  | 16 | 13 | 3    | 38.89% |
| 19   | Inter de Milán        | 7    | 6  | 2  | 1  | 3  | 10 | 9  | 1    | 38.89% |
| 20   | Benfica               | 7    | 6  | 2  | 1  | 3  | 10 | 11 | -1   | 38.89% |
| 21   | Zenit San Petersburgo | 7    | 6  | 2  | 1  | 3  | 7  | 9  | -2   | 38.89% |
| 22   | Bayer Leverkusen      | 6    | 6  | 2  | 0  | 4  | 5  | 9  | -4   | 33.33% |
| 23   | Shakhtar Donetsk      | 6    | 6  | 1  | 3  | 2  | 8  | 13 | -5   | 33.33% |
| 24   | Dinamo Zagreb         | 5    | 6  | 1  | 2  | 3  | 10 | 13 | -3   | 27.78% |
| 25   | Olympiacos            | 4    | 6  | 1  | 1  | 4  | 8  | 14 | -6   | 22.22% |
| 26   | Lokomotiv Moscú       | 3    | 6  | 1  | 0  | 5  | 4  | 11 | -5   | 16.67% |
| 27   | Brujas                | 3    | 6  | 0  | 3  | 3  | 4  | 12 | -8   | 16.67% |
| 28   | Estrella Roja         | 3    | 6  | 1  | 0  | 5  | 3  | 20 | -17  | 16.67% |
| 29   | Slavia Praga          | 2    | 6  | 0  | 2  | 4  | 4  | 10 | -6   | 11.11% |
| 30   | Galatasaray           | 2    | 6  | 0  | 2  | 4  | 1  | 14 | -13  | 11.11% |
| 31   | Lille                 | 1    | 6  | 0  | 1  | 5  | 4  | 14 | -10  | 5.56%  |
| 32   | Genk                  | 1    | 6  | 0  | 1  | 5  | 5  | 20 | -15  | 5.56%  |